# Alfred Borde
Alfred Borde (* 23. Mai 1940; † 9. November 2019) war ein deutscher Sportwissenschaftler und Hochschullehrer.

## Leben
Der aus Torgau stammende Borde schloss 1967 sein Studium an der Deutschen Hochschule für Körperkultur (DHfK) in Leipzig mit einer Diplomarbeit zum Thema „Zur pädagogisch-methodischen Funktion und Verwendung des Sportlehrbuches der Schüler für das Fußball- und Basketballspiel im Bildungs- und Erziehungsprozeß“ ab. 1982 wurde an der DHfK seine Promotion B angenommen. Der Titel der Arbeit lautete „Zum Grad der Gerichtetheit des leistungssportlichen Trainings im langfristigen Leistungsaufbau, unter besonderer Berücksichtigung des Grundlagen- und Aufbautrainings“.
Borde war an der DHfK als Lehrkraft tätig und forschte insbesondere zu trainingswissenschaftlichen Inhalten wie der Ausbildung konditioneller Fähigkeiten, dem Grundlagen- und Ausbautraining, dem „Verhältnis von Allgemeinem und Speziellem im langfristigen Leistungsaufbau“ und dem Training im Nachwuchsleistungssport.
Als Funktionär war Borde Vorsitzender des Ringerverbandes der Deutschen Demokratischen Republik.
1994 veröffentlichte er gemeinsam mit Günter Schnabel und Dietrich Harre das als Standardwerk eingestufte Buch „Trainingswissenschaft. Leistung - Training - Wettkampf“, welches sich als Weiterentwicklung des erstmals 1969 erschienenen Buches „Trainingslehre“ von Harre verstand.
Er war einer der Verfasser des 2015 erschienenen Buches „Erlebte Sportgeschichte – Einst und Heute“, das den Sport in der DDR zum Thema hat.